# Сондх, Малкит Сингх
Малкит Сингх Сондх (англ. Malkit Singh Sondh, 5 февраля 1948, Джинджа, Уганда) — угандийский хоккеист (хоккей на траве), нападающий.

## Биография
Малкит Сингх Сондх родился 5 февраля 1948 года в угандийском городе Джинджа в семье индийцев, эмигрировавших в Уганду в 1942 году.
Учился в школах Джинджи — государственной начальной школе, начальной школе Магва, публичной средней школе, старшей средней школе, играл в хоккей на траве за школьные команды, был их капитаном.
В 1964—1966 годах выступал за «Сикх Юнион» из Джинджи, в 1967—1972 годах — за «Симба Юнион» из Кампалы.
В 1964 году в 16-летнем возрасте дебютировал в сборной Уганды в матче против Занзибара. Участвовал в чемпионатах Восточной Африки (1968, 1970), международном турнире 1966 года в Каире, турнире 6 наций 1968 года в Кении.
В 1972 году вошёл в состав сборной Уганды по хоккею на траве на Олимпийских играх в Мюнхене, занявшей 15-е место. Играл на позиции нападающего, провёл 3 матча, мячей не забивал.
После Олимпиады за сборную не играл.
В 1973—1978 годах тренировал в Лондоне команду «Индиан Гимхана». В 1974 году играл в Кении за «Сикх Юнион» из Найроби (ныне — «Симба Юнион»), выиграл Золотой кубок М. Р. Д’Соузы.
Своими кумирами в хоккее на траве называл угандийца Аджита Сингха Бхогала и индийца Балбира Сингха.
Живёт в Великобритании.